# Escut de Gerb
L'escut oficial de Gerb té el següent blasonament:
Escut caironat: escacat d'or i de sable; ressaltant sobre el tot un castell de sinople tancat d'argent. Va ser aprovat el 9 de setembre de 1991.
El castell de Gerb (representat a l'escut) fou construït pel comte Ermengol IV d'Urgell el 1082, i durant uns quants anys va ostentar la capitalitat del comtat. L'escacat d'or i de sable són les armes dels comtes d'Urgell. Com és habitual en tots els escuts de les entitats municipals descentralitzades, el de Gerb no porta corona.

## Bandera

Bandera

La bandera oficial de Gerb té el següent blasonament:
Bandera apaïsada, de proporcions dos d'alt per tres de llarg, escacada, amb quatre rengles horitzontals de cinc escacs grocs i negres, i al vol un pal blanc de gruix 2/9 de la llargada del drap, que deixa incomplet el darrer escac de cada rengle, i, centrat sobre les files verticals segona i tercera que queden formades, un castell verd fosc tancat de blanc d'alçada 2/3 de la del drap i d'amplada 2/7 de la llargada del mateix drap.
Va ser aprovada el 17 d'abril de 2007 i publicada en el DOGC el 7 de maig del mateix any amb el número 4877.